# Rue Ferdinand-Berthoud
La rue Ferdinand-Berthoud est une ancienne voie de l'actuel 3e arrondissement de Paris.

## Situation
La rue reliait la rue Vaucanson à la rue Montgolfier en longeant le côté nord de l'ancien marché Saint-Martin.

## Origine du nom
Elle porte le nom de Ferdinand Berthoud (1727-1807), mécanicien de la Marine et membre de l'Institut de France.

## Historique
Autorisée par une décision ministérielle du 9 octobre 1816, elle est ouverte au début de l'année 1817 et prend sa dénomination le 27 septembre de la même année.
La voie correspond à l'allée entre le collège Montgolfier et l'annexe Montgolfier du Conservatoire national des arts et métiers.

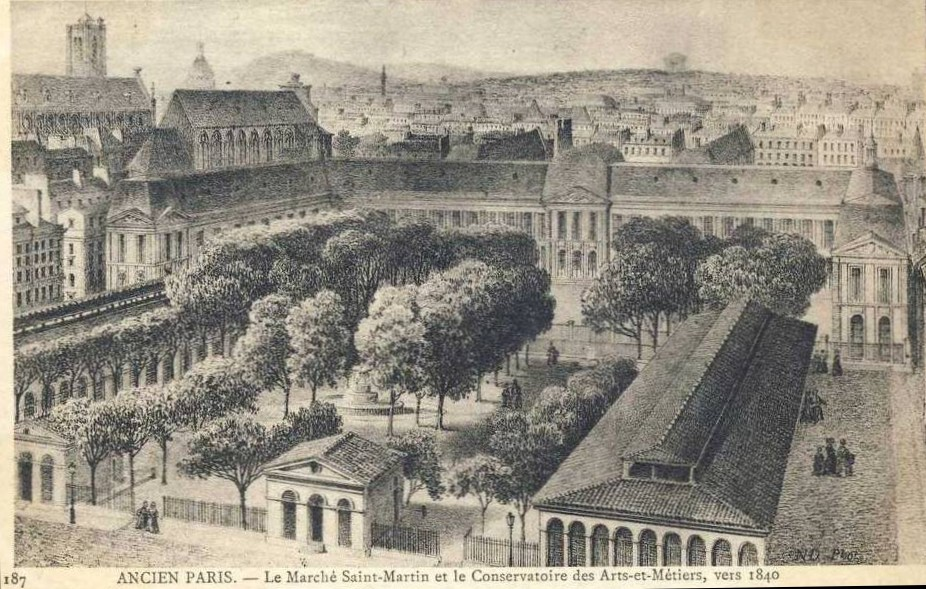
Le marché Saint-Martin et la rue Ferdinand-Berthoud, à droite.